# Turk Broda
Walter "Turk" Broda, född 15 maj 1914 i Brandon, Manitoba, död 17 oktober 1972, var en kanadensisk professionell ishockeymålvakt.

## Karriär
Turk Broda inledde ishockeykarriären med Brandon Native Sons och Winnipeg Monarchs i hemprovinsen Manitoba. Därefter spelade han för Detroit Farm Crest i MOHL och Detroit Olympics i International-American Hockey League.
Säsongen 1936–37 flyttade Broda till Toronto Maple Leafs i NHL där han skulle ha en lång och framgångsrik karriär. Totalt blev det fjorton säsonger i Maple Leafs tröja med fem Stanley Cup-titlar och två Vezina Trophy, som ligans bäste målvakt, som resultat.
1967 valdes Turk Broda in i Hockey Hall of Fame.

## Statistik
M = Matcher, V = Vinster, F = Förluster, O = Oavgjorda, MIN = Spelade minuter, IM = Insläppta mål, N = Hållna nollor, GIM = Genomsnitt insläppta mål per match

### Grundserie
MJHL = Manitoba Junior Hockey League, IAHL = International-American Hockey League
| Säsong     | Lag                 | Liga       | M   | V   | F   | O   | MIN   | IM   | N  | GIM  |
| ---------- | ------------------- | ---------- | --- | --- | --- | --- | ----- | ---- | -- | ---- |
| 1933–34    | Winnipeg Monarchs   | MJHL       | 12  | 1   | 11  | 0   | 720   | 51   | 0  | 4.25 |
|            |                     | MHL-Sr.    | 1   | 0   | 1   | 0   | 60    | 6    | 0  | 6.00 |
| 1934–35    | Detroit Farm Crest  | MOHL       | 2   | 1   | 1   | 0   | 120   | 4    | 0  | 2.00 |
| 1935–36    | Detroit Olympics    | IAHL       | 47  | 26  | 18  | 3   | 2890  | 101  | 6  | 2.10 |
| 1936–37    | Toronto Maple Leafs | NHL        | 45  | 22  | 19  | 4   | 2770  | 106  | 3  | 2.30 |
| 1937–38    | Toronto Maple Leafs | NHL        | 48  | 24  | 15  | 9   | 2980  | 127  | 6  | 2.56 |
| 1938–39    | Toronto Maple Leafs | NHL        | 48  | 19  | 20  | 9   | 2990  | 107  | 8  | 2.15 |
| 1939–40    | Toronto Maple Leafs | NHL        | 47  | 25  | 17  | 5   | 2900  | 108  | 4  | 2.23 |
| 1940–41    | Toronto Maple Leafs | NHL        | 48  | 28  | 14  | 6   | 2970  | 99   | 5  | 2.00 |
| 1941–42    | Toronto Maple Leafs | NHL        | 48  | 27  | 18  | 3   | 2960  | 136  | 6  | 2.76 |
| 1942–43    | Toronto Maple Leafs | NHL        | 50  | 22  | 19  | 9   | 3000  | 159  | 1  | 3.18 |
| 1945–46    | Toronto Maple Leafs | NHL        | 15  | 6   | 6   | 3   | 900   | 53   | 0  | 3.53 |
| 1946–47    | Toronto Maple Leafs | NHL        | 60  | 31  | 19  | 10  | 3600  | 172  | 4  | 2.87 |
| 1947–48    | Toronto Maple Leafs | NHL        | 60  | 32  | 15  | 13  | 3600  | 143  | 5  | 2.38 |
| 1948–49    | Toronto Maple Leafs | NHL        | 60  | 22  | 25  | 13  | 3600  | 161  | 5  | 2.68 |
| 1949–50    | Toronto Maple Leafs | NHL        | 68  | 30  | 25  | 12  | 4040  | 167  | 9  | 2.48 |
| 1950–51    | Toronto Maple Leafs | NHL        | 31  | 14  | 11  | 5   | 1827  | 68   | 6  | 2.23 |
| 1951–52    | Toronto Maple Leafs | NHL        | 1   | 0   | 1   | 0   | 30    | 3    | 0  | 6.00 |
| NHL totalt | NHL totalt          | NHL totalt | 629 | 302 | 224 | 101 | 38167 | 1609 | 62 | 2.53 |

### Slutspel
| Säsong     | Lag                 | Liga         | M   | V  | F  | O | MIN  | IM  | N  | GIM  |
| ---------- | ------------------- | ------------ | --- | -- | -- | - | ---- | --- | -- | ---- |
| 1932–33    | Brandon Native Sons | Memorial Cup | 7   | 2  | 2  | 3 | 460  | 9   | 0  | 1.17 |
| 1933–34    | Winnipeg Monarchs   | MJHL         | 3   | 1  | 2  | 0 | 180  | 12  | 0  | 4.00 |
| 1935–36    | Detroit Olympics    | IAHL         | 6   | 6  | 0  | 0 | 365  | 8   | 1  | 1.32 |
| 1936–37    | Toronto Maple Leafs | NHL          | 2   | 0  | 2  | 0 | 133  | 5   | 0  | 2.26 |
| 1937–38    | Toronto Maple Leafs | NHL          | 7   | 4  | 3  | 0 | 452  | 13  | 1  | 1.73 |
| 1938–39    | Toronto Maple Leafs | NHL          | 10  | 5  | 5  | 0 | 617  | 20  | 0  | 1.94 |
| 1939–40    | Toronto Maple Leafs | NHL          | 10  | 6  | 4  | 0 | 657  | 19  | 1  | 1.74 |
| 1940–41    | Toronto Maple Leafs | NHL          | 7   | 3  | 4  | 0 | 438  | 15  | 0  | 2.05 |
| 1941–42    | Toronto Maple Leafs | NHL          | 13  | 8  | 5  | 0 | 780  | 31  | 1  | 2.38 |
| 1942–43    | Toronto Maple Leafs | NHL          | 6   | 2  | 4  | 0 | 439  | 20  | 0  | 2.73 |
| 1946–47    | Toronto Maple Leafs | NHL          | 11  | 8  | 3  | 0 | 680  | 27  | 1  | 2.31 |
| 1947–48    | Toronto Maple Leafs | NHL          | 9   | 8  | 1  | 0 | 557  | 20  | 1  | 2.15 |
| 1948–49    | Toronto Maple Leafs | NHL          | 9   | 8  | 1  | 0 | 574  | 15  | 1  | 1.57 |
| 1949–50    | Toronto Maple Leafs | NHL          | 7   | 3  | 4  | 0 | 450  | 10  | 3  | 1.33 |
| 1950–51    | Toronto Maple Leafs | NHL          | 8   | 5  | 1  | 0 | 492  | 9   | 2  | 1.10 |
| 1951–52    | Toronto Maple Leafs | NHL          | 2   | 0  | 2  | 0 | 120  | 7   | 0  | 3.50 |
| NHL totalt | NHL totalt          | NHL totalt   | 101 | 60 | 39 | 0 | 6389 | 211 | 13 | 1.98 |

## Meriter
- Turnbull Cup – 1933
- Calder Cup – 1936
- Stanley Cup – 1941–42, 1946–47, 1947–48, 1948–49 och 1950–51
- Vezina Trophy – 1940–41 och 1947–48
- NHL First All-Star Team – 1940–41 och 1947–48
- NHL Second All-Star Team – 1941–42
- Invald i Hockey Hall of Fame 1960